# Communauté de communes Rance-Frémur
Die Communauté de communes Rance-Frémur ist ein ehemaliger französischer Gemeindeverband mit der Rechtsform einer Communauté de communes im Département Côtes-d’Armor in der Region Bretagne, dessen Verwaltungssitz sich in dem Ort Plouër-sur-Rance befand. Sein Einzugsgebiet lag im Nordosten des Départements. Der am 28. Dezember 1994 gegründete Gemeindeverband bestand aus vier Gemeinden.

## Aufgaben des Gemeindeverbands
Da die Mehrzahl der Gemeinden sehr klein war und Bürgermeister (Maires) im Nebenamt hatten, war die Communauté für verschiedene Aufgaben der beteiligten Gemeinden zuständig. Es bestanden von Vizepräsidenten des Gemeindeverbands geführte Abteilungen (für Verwaltung und Finanzen; Raumplanung/wirtschaftliche Entwicklung und Fremdenverkehr; Sozialdienste/Wohnungsbau und Öffentliche Dienstleistungen; Kultur und Kommunikation; Freizeit und Sport; Umweltschutz), welche übergemeindlich tätig waren.

## Historische Entwicklung
Mit Wirkung vom 1. Januar 2017 wurde der Gemeindeverband aufgelöst und seine Mitgliedsgemeinden auf die Dinan Agglomération und die Communauté de communes Côte d’Émeraude aufgeteilt. 

## Ehemalige Mitgliedsgemeinden
Der Communauté de communes Rance – Frémur gehörten drei Gemeinden des Kantons Ploubalay und eine Gemeinde des Kantons Dinan-Ouest an. Die Mitgliedsgemeinden waren:
| Gemeinde            | Einwohner 1. Januar 2022 | Fläche km² | Dichte Einw./km² | Code INSEE | Postleitzahl |
| ------------------- | ------------------------ | ---------- | ---------------- | ---------- | ------------ |
| Langrolay-sur-Rance | 992                      | 5,28       | 188              | 22103      | 22490        |
| Pleslin-Trigavou    | 4.043                    | 21,80      | 185              | 22190      | 22490        |
| Plouër-sur-Rance    | 3.423                    | 19,89      | 172              | 22213      | 22490        |
| Tréméreuc           | 728                      | 4,15       | 175              | 22368      | 22490        |